# Григорій V
Григорій V (лат. Gregorius; ? — 18 лютого 999) — сто тридцять восьмий папа Римський (3 травня 996 — 18 лютого 999), народився у Саксонії, син Оттона I (герцога Каринтії), онук імператора Оттона I Великого. На час виборів йому виповнилось лише 24 роки, він був капеланом свого кузина імператора Оттона III. Став першим папою германцем.

## Життєпис
Вів політику, прихильну до Священної Римської імперії, надав багато привілеїв монастирям, які були розташовані на території імперії. Коронував 21 травня 996 року імператором Оттона III. Через кілька днів на синоді у Римі відновив Арнульфа як архієпископа Реймського.
У 997 році Григорій V вів боротьбу з антипапою Іваном XVI, якого римський правитель Кресцентій II та міська знать намагались обрати папою. Бунт Кресченція II був подоланий імператором Оттоном III, який прибув до Риму. Антипапа Іван XVI утік, а Кресцентій зачинився у Замку Сант-Анджело. Війська імператора захопили антипапу в полон, йому було відрізано носа, вуха, язик, виколото очі, та публічно принижено перед папою та імператором. Імператорське військо оточило Замок Сант-Анджело, Кресченція було захоплено у полон і повішено на мурах замку.
Григорій V помер раптово. Існують підозри, що він помер не своєю смертю.